# Branica-Kolonia
Pour l’article homonyme, voir Branica.
Branica-Kolonia est une localité polonaise de la gmina de Zapolice, située dans le powiat de Zduńska Wola en voïvodie de Łódź.